# Didier Bléou
Didier Bléou est un animateur audiovisuel ivoirien. Il est actuellement le directeur de la RTI2,.